# フェルディナント・バウアー
フェルディナント・ルーカス・バウアー（Ferdinand Lucas Bauer、1760年1月20日 – 1826年3月17日）は、オーストリアの植物画家である。マシュー・フリンダースのオーストラリア大陸周回航海に参加した。

## 生涯
Feldsberg（現、ヴァルチツェ）で生まれた。父親はリヒテンシュタインの王子の宮廷画家のLucas Bauer (?-1761) であったが、フェルディナント・バウアーが一歳の時、没した。長男が宮廷画家の仕事を継ぎ、2人の兄たちとともに、Feldsbergの医師、植物学者のNorbert Boccius に預けられた。自然に対する鋭い観察力を示し、15歳のときにはBocciusのコレクションの細密図を描くようになった。1780年に兄のフランツとともにウィーンに行き、シェーンブルン宮殿の王立植物園の園長のニコラウス・フォン・ジャカンのもとで働くようになり、植物学や顕微鏡の使い方、風景画の描き方を学んだ。
1786年にジャカンの推薦で、オクスフォードの植物学の教授、ジョン・シブソープのギリシャ、小アジアの調査探検に植物画家として参加した。1787年の12月、1,500を越える、植物、動物や風景のスケッチを携えて、イギリスに戻り、シブソープの没後、『ギリシャ植物誌』（Flora Graeca）として出版された。1801年、ジョセフ・バンクスの推薦でマシュー・フリンダースのオーストラリア探検に図版作成者として参加し、1902年7月までに、700の動植物の図を描き、1年後にはさらに600の図を増やした。オーストラリアの植物などのトータル2073の図を描いた。航海中に充分な種類の絵の具がなかったために、航海の後で完成させるためにスケッチに色番号を記した。航海後に絵を仕上げるのはバウアーが行わなければならなかったので、その仕事は長く続き、すべての絵が出版されることはなかった。1813年に『画譜、オーストラリアの植物』（Illustrationes Florae Novae Hollandiae）を出版するが、経済的には成功しなかった。1814年にオーストラリアを離れ、オーストリアに帰り、イギリスで発表するための仕事を続けた。

## バウアーの植物画

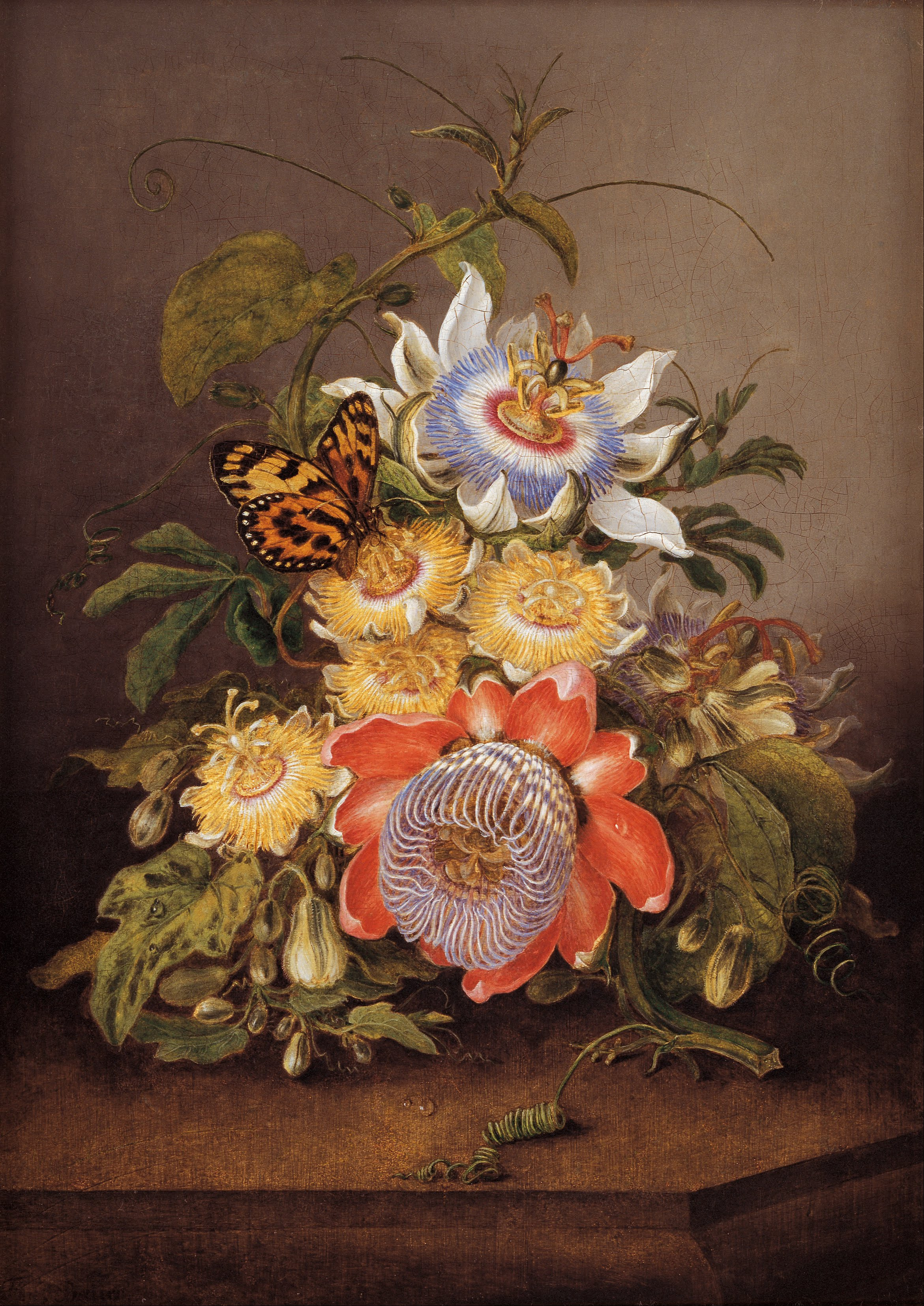
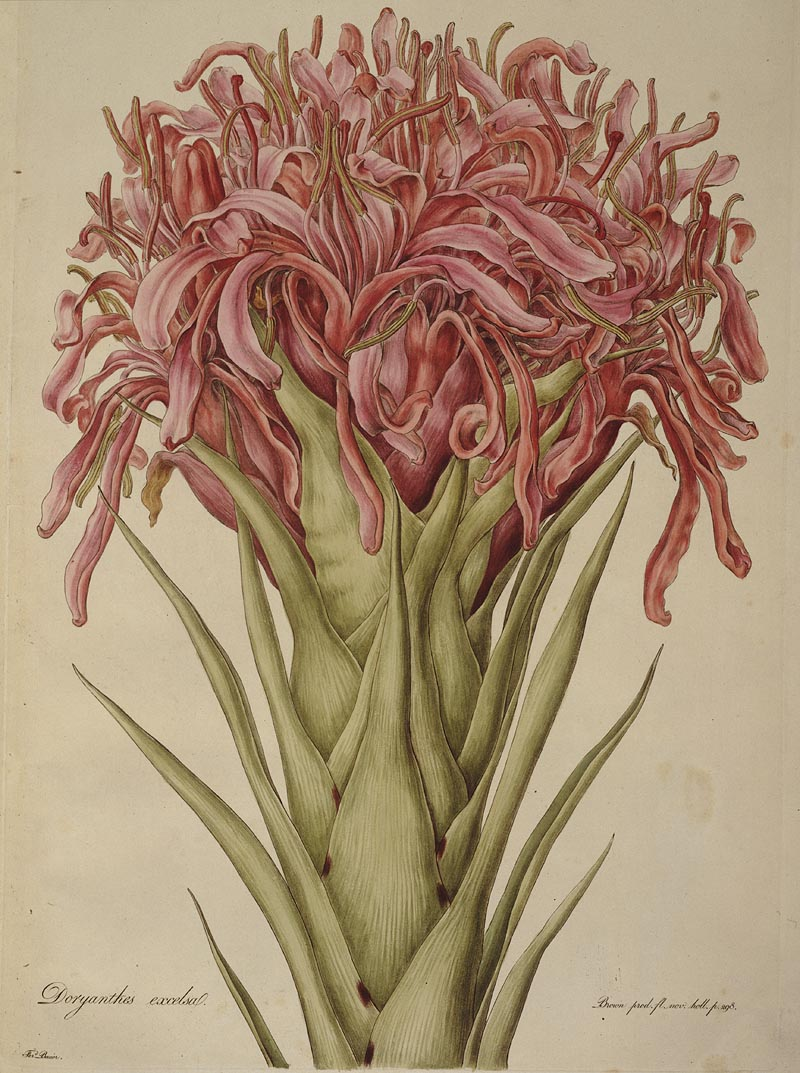
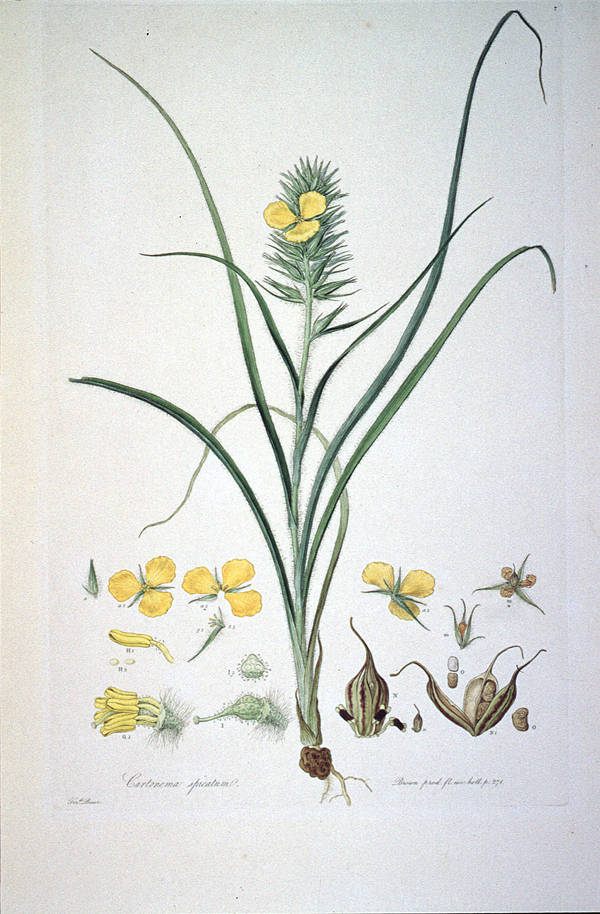
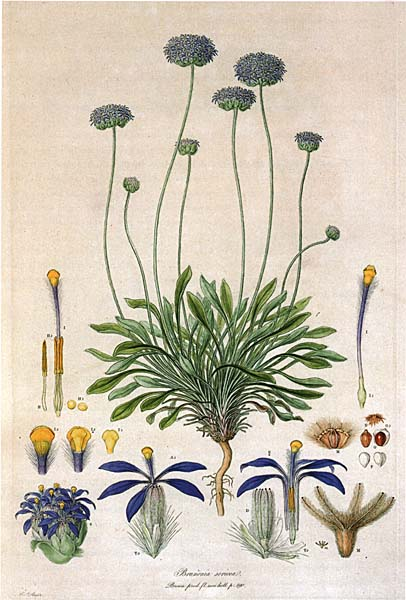
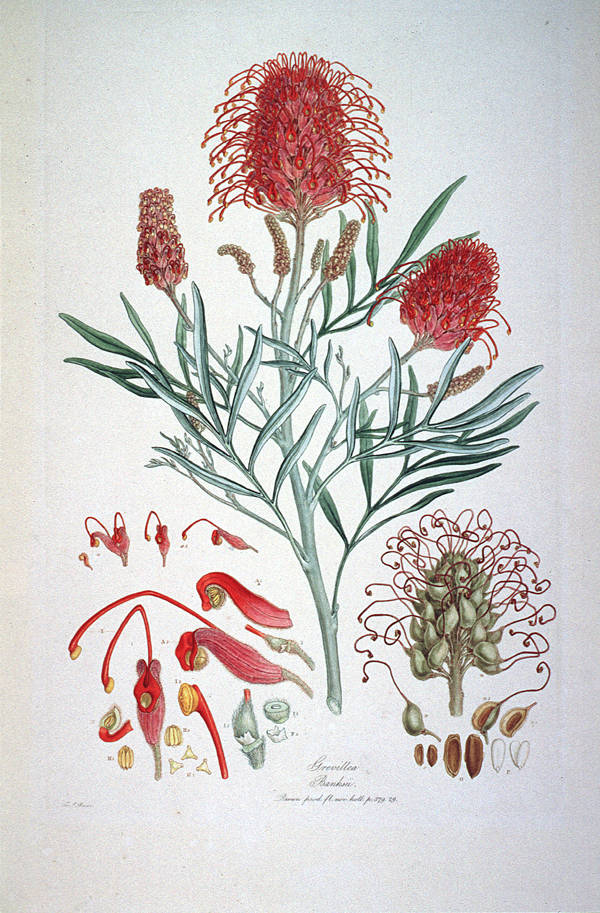